# Guillermo Pérez Roldán
Guillermo Pérez Roldán (* 20. Oktober 1969 in Buenos Aires) ist ein ehemaliger argentinischer Tennisspieler.

## Karriere
In seiner Profikarriere gewann er neun Turniere, davon die meisten auf Sand. Seine höchste Weltranglistenposition erreichte er im Jahr 1988 mit Platz 13.
1988 gelang ihm auch sein größter Erfolg bei einem Grand-Slam-Turnier, als er ins Viertelfinale der French Open vorstoßen konnte, wo er sich Andre Agassi geschlagen geben musste.

## Erfolge
| Legende                       |
| Grand Slam                    |
| Tennis Masters Cup            |
| ATP Masters Series            |
| ATP International Series Gold |
| ATP International Series (9)  |
| ATP Challenger Series (5)     |

### Einzel

#### Turniersiege

##### ATP Tour
| Nr. | Datum              | Turnier        | Belag | Finalgegner          | Ergebnis      |
| --- | ------------------ | -------------- | ----- | -------------------- | ------------- |
| 1.  | 4. Mai 1987        | München (1)    | Sand  | Marián Vajda         | 6:3, 7:6      |
| 2.  | 21. Juni 1987      | Athen          | Sand  | Tore Meinecke        | 6:2, 6:3      |
| 3.  | 16. November 1987  | Buenos Aires   | Sand  | Jay Berger           | 3:2 aufgg.    |
| 4.  | 8. Mai 1988        | München (2)    | Sand  | Jonas Svensson       | 7:5, 6:3      |
| 5.  | 25. September 1989 | Palermo        | Sand  | Paolo Canè           | 6:1, 6:4      |
| 6.  | 20. August 1990    | San Marino (1) | Sand  | Omar Camporese       | 6:3, 6:3      |
| 7.  | 29. Juli 1991      | San Marino (2) | Sand  | Frédéric Fontang     | 6:3, 6:1      |
| 8.  | 16. März 1992      | Casablanca (1) | Sand  | Germán López Montoya | 2:6, 7:5, 6:3 |
| 9.  | 15. März 1993      | Casablanca (2) | Sand  | Younes El Aynaoui    | 6:4, 6:3      |

##### Challenger Tour
| Nr. | Datum              | Turnier | Belag | Finalgegner         | Ergebnis      |
| --- | ------------------ | ------- | ----- | ------------------- | ------------- |
| 1.  | 17. September 1990 | Messina | Sand  | Stefano Pescosolido | 6:1, 6:3      |
| 2.  | 1. Juli 1991       | Salerno | Sand  | Claudio Pistolesi   | 4:6, 6:1, 6:3 |
| 3.  | 23. März 1992      | Agadir  | Sand  | Francisco Roig      | 6:2, 2:6, 6:4 |
| 4.  | 17. August 1992    | Graz    | Sand  | Karel Nováček       | 3:6, 6:2, 7:5 |

#### Finalteilnahmen
| Nr. | Datum              | Turnier       | Belag | Finalgegner            | Ergebnis                |
| --- | ------------------ | ------------- | ----- | ---------------------- | ----------------------- |
| 1.  | 27. Juli 1987      | Hilversum (1) | Sand  | Miloslav Mečíř         | 4:6, 6:1, 3:6, 2:6      |
| 2.  | 15. Mai 1988       | Rom           | Sand  | Ivan Lendl             | 6:2, 4:6, 2:6, 6:4, 4:6 |
| 3.  | 25. Juli 1988      | Hilversum (2) | Sand  | Emilio Sánchez Vicario | 3:6, 1:6, 6:3, 3:6      |
| 4.  | 8. August 1988     | Prag          | Sand  | Thomas Muster          | 4:6, 7:5, 2:6           |
| 5.  | 7. November 1988   | Buenos Aires  | Sand  | Javier Sánchez         | 2:6, 6:7                |
| 6.  | 17. September 1989 | Genf          | Sand  | Marc Rosset            | 4:6, 5:7                |
| 7.  | 5. März 1990       | Casablanca    | Sand  | Thomas Muster          | 1:6, 7:6, 2:6           |
| 8.  | 15. April 1990     | Barcelona     | Sand  | Andrés Gómez           | 0:6, 6:7, 6:3, 6:0, 2:6 |
| 9.  | 16. Juli 1990      | Stuttgart     | Sand  | Goran Ivanišević       | 7:62, 1:6, 4:6, 6:75    |
| 10. | 5. Mai 1991        | München       | Sand  | Magnus Gustafsson      | 6:3, 3:6, 3:4 Aufg.     |
| 11. | 21. Juni 1992      | Genua         | Sand  | Andrij Medwedjew       | 3:6, 4:6                |

### Doppel

#### Turniersiege
| Nr. | Datum         | Turnier | Belag | Partner      | Finalgegner             | Ergebnis |
| --- | ------------- | ------- | ----- | ------------ | ----------------------- | -------- |
| 1.  | 25. Juli 1988 | Messina | Sand  | Renzo Furlan | Jan Apell Markus Naewie | 6:4, 6:2 |

#### Finalteilnahmen
| Nr. | Datum              | Turnier   | Belag | Partner           | Finalgegner                  | Ergebnis |
| --- | ------------------ | --------- | ----- | ----------------- | ---------------------------- | -------- |
| 1.  | 25. Juli 1988      | Hilversum | Sand  | Magnus Gustafsson | Sergio Casal Emilio Sánchez  | 6:7, 3:6 |
| 2.  | 19. September 1988 | Genf (1)  | Sand  | Gustavo Luza      | Mansour Bahrami Tomáš Šmíd   | 4:6, 3:6 |
| 3.  | 17. September 1989 | Genf (2)  | Sand  | Mansour Bahrami   | Andrés Gómez Alberto Mancini | 3:6, 5:7 |